# 韩道仁
韩道仁（？—？），一作道人
，南阳郡堵阳县（今河南省南阳市方城县）人，北魏虎牢镇将、鲁阳侯韩延之之子，北魏官员。

## 生平
韩延之归附北魏后，北魏将淮南王拓跋他的女儿嫁给韩延之，生了韩道仁。韩延之前妻罗氏的儿子韩措推韩道仁为嫡子，继承了韩延之的鲁阳侯爵位。
和平二年，魏文成帝拓跋濬南巡，从定州前往邺城，三月丁巳朔（461年3月27日），魏文成帝在灵丘亲自射箭越过山峰，宁南前将军、鲁阳侯韩道仁跟随参与了这次南巡，韩道仁也射箭越过了山峰数丈。
之后韩道仁官至殿中尚书，进爵为西平公。
天安元年（466年），刘宋发生内乱，魏献文帝拓跋弘派使持节征南将军京兆王拓跋子推、侍中司徒安南大将军新建王刘尼、散骑常侍西平公韩道仁，率领江州和雍州的八万军队，从洛阳出兵，直抵寿阳，与其他各路军队定于同时汇合于秣陵。